# Dome Karukoski
Dome Karukoski, nome completo Thomas August George Karukoski (Nicosia, 29 dicembre 1976), è un regista finlandese.

## Biografia
Nato a Cipro, si è trasferito in Finlandia con la famiglia quando aveva cinque anni. La madre è la giornalista finlandese/svedese Ritva Karukoski, mentre il padre è stato l'attore e poeta statunitense George Dickerson. Ha studiato presso la Aalto University School of Arts, Design and Architecture di Helsinki. Ha iniziato la sua carriera nel 2003 dirigendo alcuni cortometraggi.
Nel 2005 dirige il suo primo film, la pellicola per ragazzi Tyttö sinä olet tähti. Il film ha vinto il Premio Amanda per il miglior debutto e ha ottenuto diversi candidature al premio Jussi, vincendo due premi. Nel 2008 dirige Tummien perhosten koti, adattamento cinematografico del romanzo La casa delle farfalle nere di Leena Lander. Il suo terzo film, Kielletty hedelmä, è stato distribuito nel 2009. Nel corso degli anni ha inoltre diretto numerosi spot pubblicitari, cortometraggi e video musicali.
Nel 2017 dirige la pellicola biografica Tom of Finland, che racconta la vita di Touko Laaksonen, noto come Tom of Finland, artista omoerotico finlandese che ha influenzato la cultura gay del ventesimo secolo. Il film è stato selezionato per rappresentare la Finlandia ai premi Oscar 2018 nella categoria Oscar al miglior film in lingua straniera. Nel 2019 dirige la pellicola biografica su lo scrittore J. R. R. Tolkien che racconta i fatti antecedenti alla scrittura del primo libro Lo Hobbit.

## Vita privata
Nel 2013 Karukoski ha sposato la compagna Nadia, da cui, nel 2014, ha avuto un figlio, Oliver.

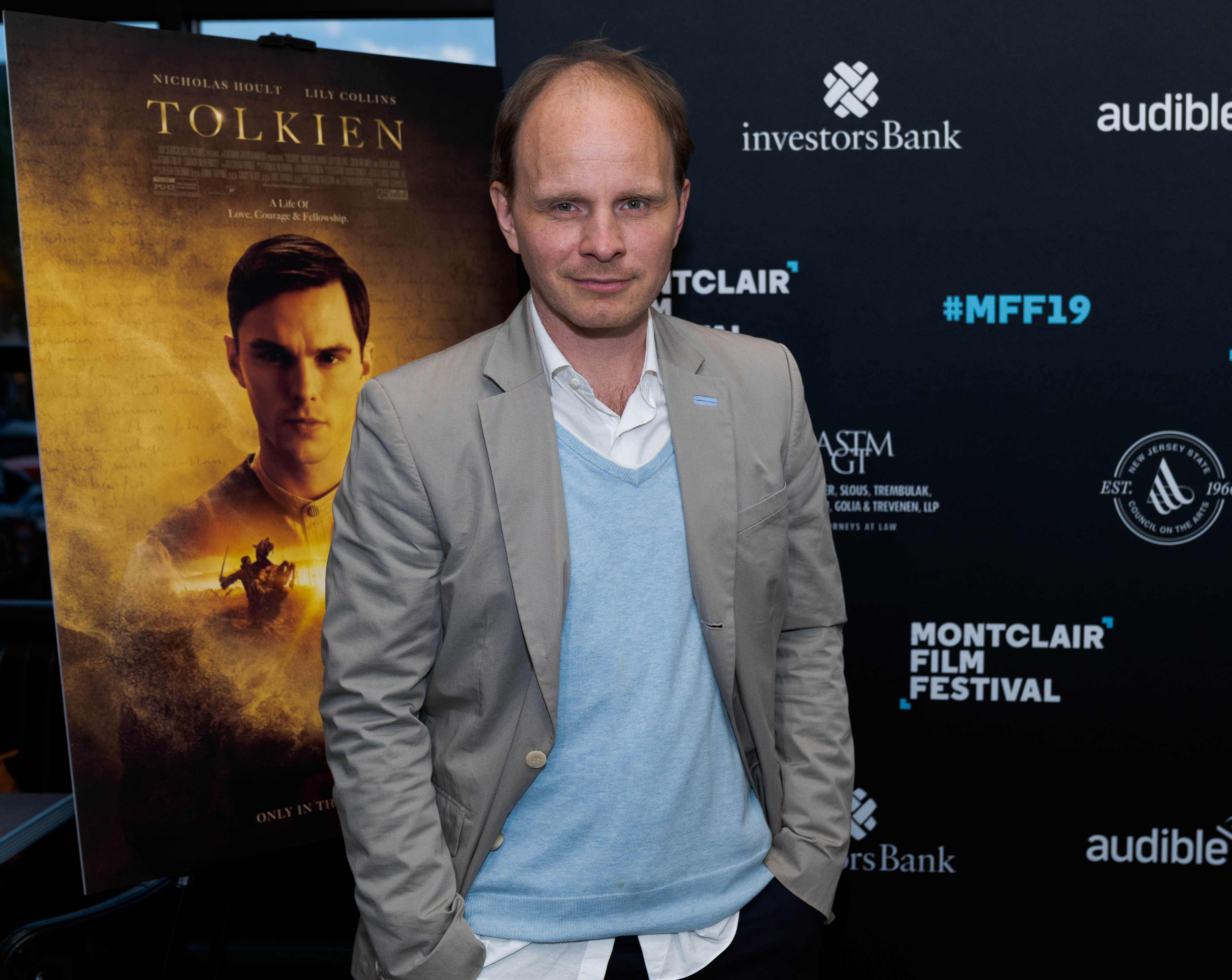
Karukoski nel 2019 alla presentazione di Tolkien

## Filmografia
- Tyttö sinä olet tähti (2005)
- Tummien perhosten koti (2008)
- Kielletty hedelmä (2009)
- Napapiirin sankarit (2010)
- Leijonasydän (2013)
- Mielensäpahoittaja (2014)
- Tom of Finland (2017)
- Tolkien (2019)